# مجلس مقاطعة والتهامستو الحضاري للسكك الحديدية الخفيفة
مجلس مقاطعة والتهامستو الحضاري للسكك الحديدية الخفيفة، كان يُشغِّل خدمة الترام في والتهامستو بين عامي 1905 و1933.

## التاريخ
أذن أمر والتهامستو ومنطقة سكة الحديد الخفيفة لسنة 1903 لجهاز منطقة والتهامستو الحضري لبدء خدمات الترام الكهربائية في 3 يونيو 1905.
يقع المستودع قبالة طريق شينغفورد في TQ 3731 9018.
خلد الترام في يناير 1909 في الصحف الوطنية. كان الحادث معروفًا باسم اعتداء توتنهام. هاجم اثنان من المهاجرين اللاتفيين سيارة رواتب في توتنهام وسرقوا مبلغًا كبيرًا من المال. فقامت الشرطة بمطاردتهما مما تسبب في إطلاق النار وقتل بعض الأشخاص. استولى اللصوص على الترام المتجه نحو حديقة هيغامز. وفي نهاية المطاف قتل الرجلان نفسيهما ولم يتم العثور على المال. وأصبح الحادث في وقت لاحق موضوع فيلم صامت.

## إغلاق
تم استلام الخدمات من قبل جهاز نقل الركاب في لندن في 1 يوليو 1933.